# Richard Marks
Richard Marks (* 10. November 1943 in New York City; † 31. Dezember 2018) war ein US-amerikanischer Filmeditor.

## Leben
Ende der 1960er lernte Marks das Schnitthandwerk als Assistent von Dede Allen. Mit ihr montierte er Filme wie Alice’s Restaurant und Little Big Man. An ihrer Seite zeichnete er bei Serpico 1973 als Co-Editor verantwortlich. Marks erster eigenständig-verantwortlicher Filmschnitt war 1976 Der letzte Tycoon. Bereits vier Jahre später erhielt er seine erste Oscar-Nominierung für den Besten Schnitt für seine Arbeit an Apocalypse Now. Trotz drei weiterer Nominierungen, für Zeit der Zärtlichkeit, Nachrichtenfieber – Broadcast News und Besser geht’s nicht, wurde Marks kein einziges Mal mit dem Oscar ausgezeichnet. Während seiner Karriere arbeitete er für unterschiedliche Regisseure, wie etwa Francis Ford Coppola, Nora Ephron und Mike Nichols. Marks war auch bei allen Filmen von James L. Brooks für den Schnitt verantwortlich.
Vom 15. Januar 1967 bis zu seinem Tod Ende Dezember 2018 war Marks mit Barbara Joan Fallick verheiratet. Zusammen haben sie eine Tochter. Richard Marks wurde 75 Jahre alt.
Richard Marks war Mitglied der American Cinema Editors. Im Jahr 2013 wurde er mit deren ACE Career Achievement Award ausgezeichnet.

## Filmografie (Auswahl)
- 1972: The Line – Tausend Meilen bis zur Hölle (Parades)
- 1973: Serpico
- 1973: Das letzte Spiel (Bang the Drum Slowly)
- 1974: Der Pate – Teil II (The Godfather Part II)
- 1974: Zwei Fäuste des Himmels (Tough Guys)
- 1975: Geliebte Lügen (Lies my father told me)
- 1976: Der letzte Tycoon (The Last Tycoon)
- 1976–1977: Kojak – Einsatz in Manhattan (Kojak, drei Episoden)
- 1979: Apocalypse Now
- 1981: Die Hand (The Hand)
- 1981: Tanz in den Wolken (Pennies from Heaven)
- 1983: Max Dugans Moneten (Max Dugan Returns)
- 1983: Zeit der Zärtlichkeit (Terms of Endearment)
- 1984: Buckaroo Banzai – Die 8. Dimension (The Adventures of Buckaroo Banzai Across the 8th Dimension)
- 1985: St. Elmo’s Fire – Die Leidenschaft brennt tief (St. Elmo’s Fire)
- 1986: Feuerwalze (Firewalker)
- 1986: Pretty in Pink
- 1987: Nachrichtenfieber – Broadcast News (Broadcast News)
- 1989: Teen Lover (Say Anything…)
- 1990: Dick Tracy
- 1991: Selbstjustiz – Ein Cop zwischen Liebe und Gesetz (One Good Cop)
- 1991: Vater der Braut (Father of the Bride)
- 1994: I’ll Do Anything oder: Geht’s hier nach Hollywood? (I’ll Do Anything)
- 1995: Assassins – Die Killer (Assassins)
- 1995: Das Leben nach dem Tod in Denver (Things to Do in Denver When You’re Dead)
- 1997: Besser geht’s nicht (As Good as It Gets)
- 1997: Zwei Singles in L.A. (Til There Was You)
- 1998: e-m@il für Dich (You’ve Got Mail)
- 1999: Molokai: The Story of Father Damien
- 2000: Good Vibrations – Sex vom anderen Stern (What Planet Are You From?)
- 2001: Unterwegs mit Jungs (Riding in Cars with Boys)
- 2003: Timeline
- 2004: Spanglish
- 2006: Freunde mit Geld (Friends With Money)
- 2008: Verliebt in die Braut (Made of Honor)
- 2009: Julie & Julia
- 2011: Woher weißt du, dass es Liebe ist (How Do You Know)

## Auszeichnungen (Auswahl)
Oscar
- 1980: Bester Schnitt – Apocalypse Now (nominiert)
- 1984: Bester Schnitt – Zeit der Zärtlichkeit (nominiert)
- 1988: Bester Schnitt – Nachrichtenfieber – Broadcast News (nominiert)
- 1998: Bester Schnitt – Besser geht’s nicht (nominiert)

BAFTA Award
- 1980: Bester Schnitt – Apocalypse Now (nominiert)
- 1991: Bester Schnitt – Dick Tracy (nominiert)